# Eudonia oculata
Eudonia oculata là một loài bướm đêm trong họ Crambidae.